# Onychembolus subalpinus
Onychembolus subalpinus là một loài nhện trong họ Linyphiidae.
Loài này thuộc chi Onychembolus. Onychembolus subalpinus được Alfred Frank Millidge miêu tả năm 1985.